# Oporinia margaritata
Oporinia margaritata là một loài bướm đêm trong họ Geometridae.